# Montserrat Gallosa
Montserrat Gallosa é uma atriz mexicana. 
Começou sua carreira no ano de 1992 em Ayudame Compadre. 
Em 1994, estreou em Caminos cruzados, uma adaptação da telenovela brasileira Tudo ou Nada de 1988, como Elenita.
Pelo sucesso de sua personagem em Caminos cruzados, foi chamada para integrar Maria do Bairro no papel da doce Vanessa de la Vega contracenando com Thalía, Fernando Colunga, Itatí Cantoral e grande elenco.
Devido ao êxito mundial de Maria do Bairro, Montserrat Gallosa tornou-se conhecida internacionalmente.
Sua última novela foi Para toda la vida de 1996 onde interpretou a personagem Violeta. Após o fim desta novela, ela decidiu se dedicar aos três filhos e ao marido já que na época afirmou não conseguir dar conta da profissão e da família. 
Retomou sua carreira em 2009 e no mesmo ano lançou por todo o México a peça Vivir, seguida por Amor a mi (2011) e Jessica (2014).

## Novelas
- Caminos cruzados - Elenita (1994)
- María la del Barrio - Vanessa de la Vega (1995)
- Maria José - Rosa (1995)
- Para toda la vida - Violeta (1996)

## Séries
- Mujer, casos de la vida real - (1997)

## Teatro
- Vivir - 2009
- Amor a mi - 2011
- Jessica - 2014

## Filmes
- Ayudame Compadre (1992)